# Turulung
Turulung (węg. Túrterebes) – wieś w Rumunii, w okręgu Satu Mare, w gminie Turulung. W 2011 roku liczyła 2523 mieszkańców.